# 東安特里姆 (英國國會選區)

東安特里姆在北愛爾蘭的位置

東安特里姆（英語：East Antrim），英國國會一郡選區，位於北愛爾蘭，包括卡里克弗格斯區和拉恩區全部及莫伊爾區和紐頓阿比區一部，創設於1885年，1922年被撤，1983年恢復。
該區一直是親英選區。恢設以來先由後北愛爾蘭統一黨和北愛民主統一黨佔據議席至今。2010年大選中北愛民主統一黨的森美·威爾遜以45.9%選票勝出該區成功連任。